# Глазовский мост

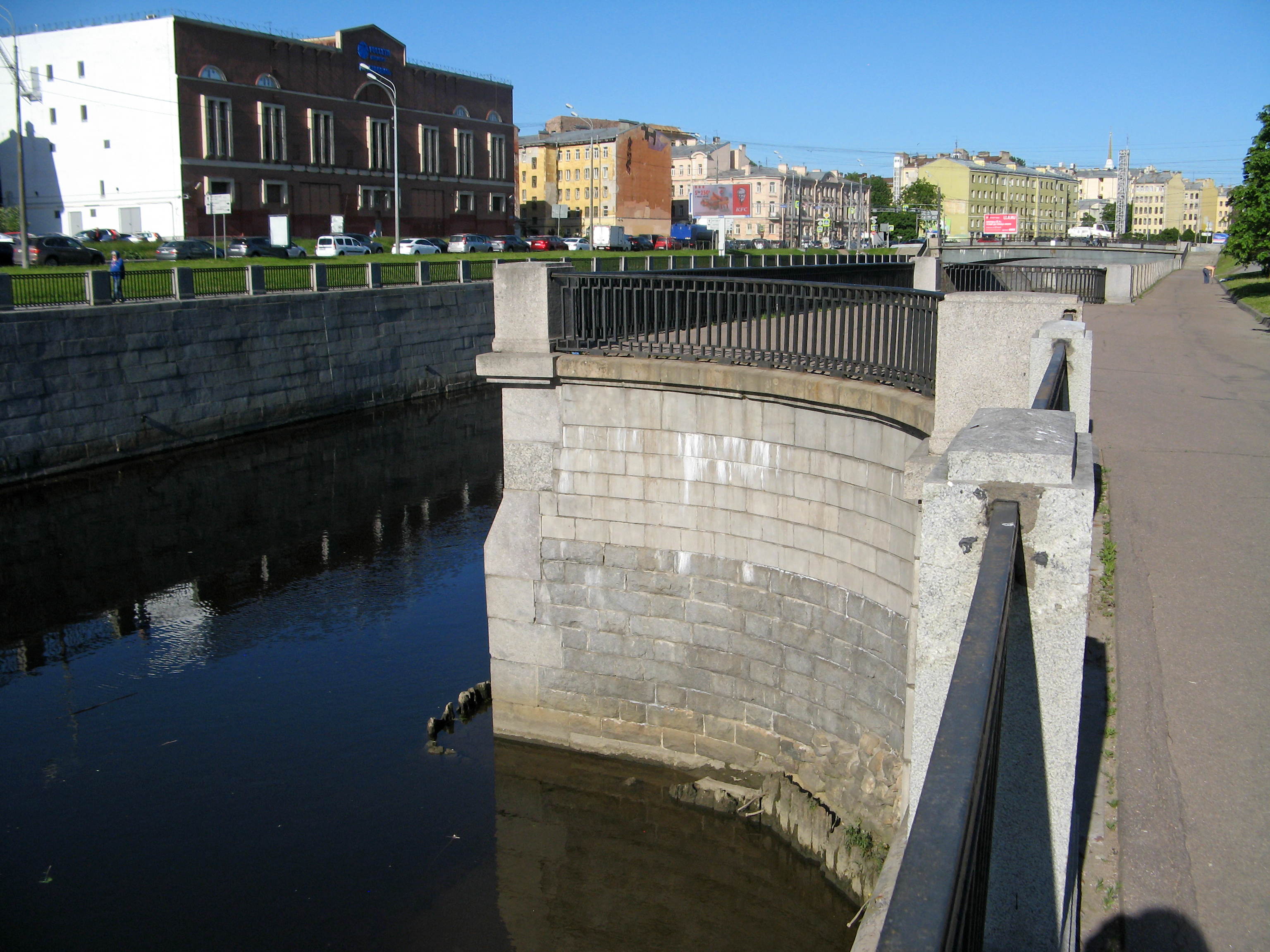
Устой Глазовского моста как элемент благоустройства набережной

Глазовский мост — несохранившийся металлический арочный мост через Обводный канал, располагавшийся в створе Глазовской улицы в Санкт-Петербурге. До настоящего времени сохранился левобережный устой моста на набережной Обводного канала.

## История
Мост был построен в 1914—1915 годах по проекту инженера Анджея Пшеницкого. Металлоконструкции для пролётного строения были изготовлены Обществом Машиностроительных и Котельных заводов Альберт, Иов, Вильде и К°. Это был однопролётный арочный мост, по конструктивной схеме идентичный Садовому, Поцелуеву, Пантелеймоновскому и Введенскому мостам. Пролётное строение состояло из двухшарнирных пологих арок с параллельными поясами и надарочными стойками, поддерживающими элементы проезжей части. Каменные береговые устои были облицованы гранитом. Ширина моста составляла 21,3 м.
Предположительно, мост был разобран в 1920-х годах, на картах города 1920—1930-х мост на этом месте не показан, на военной немецкой аэрофотосъёмке виден только левобережный устой. В 1990-х годах при строительстве набережной левого берега канала устой был сохранён и включён в конструкцию набережной.